# Oscar Castro-Neves
Oscar Castro Neves (Rio de Janeiro, 15 de maio de 1940 – Los Angeles, 27 de setembro de 2013) ou, como é conhecido internacionalmente, Oscar Castro-Neves, foi um cantor, instrumentista, arranjador, compositor, produtor musical e diretor musical brasileiro. Assim como Tom Jobim e João Gilberto, surgiu no início da década de 1960 e foi considerado por muitos, uma das figuras que ajudaram a estabelecer o movimento da bossa nova no mercado internacional, principalmente nos Estados Unidos.

## Biografia
Nasceu gêmeo de mais dois irmãos e cresceu no Rio de Janeiro. O seu primeiro instrumento foi um cavaquinho, enquanto o seu primeiro grupo musical foi uma parceria com seus irmãos: o pianista, Mário; o baixista, Iko; e o baterista, Léo. Sua primeira composição foi "Chora Tua Tristeza," aos 16 anos de idade.
Em 1962, apresentou-se em um concerto internacional de bossa nova no Carnegie Hall, em Nova Iorque; em seguida iniciou uma turnê junto a Stan Getz e Sérgio Mendes. Ele continuou trabalhando com diversos músicos bem conceituados; entre eles: Billy Eckstine, Yo-Yo Ma, Michael Jackson, Barbra Streisand, Stevie Wonder, João Gilberto, Eliane Elias, Lee Ritenour, Airto Moreira, Toots Thielemans, John Klemmer e Diane Schuur, entre muitos outros.
Nos anos de 1970 e no início de 1980, participou do conjunto musical de Paul Winter. Por sete anos, Oscar dirigiu um programa de músicas brasileiras no Hollywood Bowl. Com uma audiência que superava 14 mil pessoas, o programa homenageava grandes nomes da fusão "jazz-bossa" e era televisionado globalmente.
Vivia em Los Angeles, na Califórnia, onde trabalhou como orquestrador de trilha sonora de longas-metragens, e inclui em seu curriculum filmes como Blame It on Rio e Sister Act 2: Back in the Habit (Mudança de Hábito 2, no Brasil). Castro Neves morreu aos 73 anos, em 27 de setembro de 2013, em decorrência de um câncer em sua casa na Califórnia.

## Discografia
- Live at Blue Note Tokyo (2011)
- All One (2006)
- Playful Heart (2003)
- Brazilian Days (com Paul Winter) (1998)
- The John Klemmer and Oscar Castro-Neves Duo (1997)
- Tropical Heart (1993)
- More than Yesterday (com: Teo Lima) (1991)
- Maracujá (1989)
- Oscar! (1987)
- Brazilian Scandals (1987)
- Alaíde Costa e Oscar Castro Neves (1973)
- Oscar Castro Neves e Lee Ritenour (1972)
- Big Band Bossa Nova (1962)

## Outras participações de gravações
- Anna Maria Jopek, ID (inclui: Oscar Castro-Neves) (2007)
- Antônio Carlos Jobim and Friends (com; Oscar Castro-Neves) (1996)
- Introducing Kristin Korb With the Ray Brown Trio (Inclui: Oscar Castro-Neves) (1996)
- A brasilian Christmas (vários artistas, inclui: Oscar Castro-Neves) (1996)
- The Brasil Project, Vol. 2 (Inclui: Caetano Veloso, Oscar Castro-Neves, Toots Thielemans) (1993)
- Tom Jobim - Terra Brasilis (com; Oscar Castro-Neves) (1980)
- Miucha & Tom Jobim (com; Oscar Castro-Neves) (1979)
- Sérgio Ricardo - Do lago à cachoeira (com; Oscar Castro-Neves) (1979)
- Wilson Simonal - Se Todo Mundo Cantasse Seria Bem Mais Fácil Viver (com; Oscar Castro-Neves) (1979)
- Djavan - Alumbramento (com; Oscar Castro-Neves) (1979)
- Quarteto em Cy - Antologia do Samba-Canção, (com; Oscar Castro-Neves) (1975); Antologia do Samba-Canção Vol. 2 (com; Oscar Castro-Neves) (1976)
- Stan Getz - The Best Two Worlds - featuring João Gilberto (1976)
- Elis & Tom (com; Oscar Castro-Neves) (1974)
- João Gilberto - En México; arranjos feitos por Oscar Castro Neves (1970)
- Sergio Mendes & Brasil'66 - Fool On The Hill (Lapinha - créditos: Oscar Castro-Neves) (1968)
- Márcia - Eu e a Brisa (1968)
- Vinícius e Caymmi no Zum Zum (com Quarteto em Cy e o conjunto de Oscar Castro Neves) (1967)
- Roberto Menescal e Seu Conjunto - Surf Board (1967)
- Quarteto em Cy (The Girl From Bahia) - Pardon My English (1967)
- Quarteto em Cy (1966)
- Apresentando Rosinha de Valença (1965)
- Dick Farney Piano, Gaya: Orquestra (1965)
- Ana Lucia Canta Triste (1964)
- Eumir Deodato, Inútil Paisagem (músicas de Antônio Carlos Jobim) (1964)
- Dick Farney - Elenco ME-15 (1964)
- Bossa Nova Mesmo (1960)